# Истен, Чарльз
Чарльз Истен Паскар — третий (англ. Charles Esten Puskar III, род. 9 сентября 1965), профессионально известен также как Чип Истен (англ. Chip Esten) и Чарльз Истен — американский актёр, певец и комик легенда, наиболее известный по роли Дикона Клэйборна в телесериале «Нэшвилл».

## Биография
Чарльз Истен Паскар III родился в Питтсбурге, штат Пенсильвания. Он дебютировал в 1989 году на сцене лондонского театра в мюзикле «Бадди», где сыграл Бадди Холли. Позже он добился известности благодаря выступлению в импровизационном комедийном шоу Whose Line Is It Anyway? (1999—2005). В 2000 году, одновременно с участием в шоу, он начал сниматься в телесериале «Нас пятеро», а после был гостем в таких сериалах как «Защитник», «Журнал мод», «Полиция Нью-Йорка», «Детектив Раш», «Офис» и «Новые приключения старой Кристин».
В период между 2007—2008 годами, Истен, исполнял роль доктора Барри Гроссмана в телесериале «Скорая помощь», а последующие два года периодически появлялся в сериале «Большая любовь». В 2012 году он получил постоянную роль в телесериале «Нэшвилл» с Конни Бриттон, где играет Дикона Клэйборна.
С 1991 года женат на Пэтти Хэнсон, у пары есть две дочери и сын.

## Фильмография
| Год       |     | Русское название                          | Оригинальное название                        | Роль                         |
| --------- | --- | ----------------------------------------- | -------------------------------------------- | ---------------------------- |
| 1989      | с   | —                                         | On the Television                            | разные персонажи             |
| 1993      | с   | Весёлая компания                          | Cheers                                       | моряк                        |
| 1993      | с   | Звёздный путь: Следующее поколение        | Star Trek: The Next Generation               | Дивок                        |
| 1994      | с   | Мерфи Браун                               | Murphy Brown                                 | секретарь #67                |
| 1995      | ки  | —                                         | Wing Commander IV: The Price of Freedom      | руководитель                 |
| 1995—1996 | с   | —                                         | The Crew                                     | Рэнди Андерсон               |
| 1996      | с   | Звёздный путь: Вояджер                    | Star Trek: Voyager                           | Дейтан                       |
| 1996      | с   | Диагноз: убийство                         | Diagnosis: Murder                            | Джо Картер                   |
| 1996      | с   | Лоис и Кларк: Новые приключения Супермена | Lois & Clark: The New Adventures of Superman | Итан Пресс                   |
| 1997      | с   | Военно-юридическая служба                 | JAG                                          | лейтенант Пит «Пистол» Эйерс |
| 1997      | тф  | Убийство лунатика                         | The Sleepwalker Killing                      | Марк Шалл                    |
| 1997      | с   | Женаты… с детьми                          | Married… with Children                       | Лонни                        |
| 1997      | ф   | Почтальон                                 | The Postman                                  | Майкл                        |
| 1998—2000 | с   | Шоу Брайана Бенбена                       | The Brian Benben Show                        | Чед Рокуэлл                  |
| 1999      | с   | Джесси                                    | Jessie                                       | Тед                          |
| 1999      | тф  | Вчера поздно вечером                      | Late Last Night                              | коп из Беверли-Хиллз         |
| 1999      | с   | Джек и Джилл                              | Jessie                                       | Ник Сераф                    |
| 1999      | с   | Провиденс                                 | Providence                                   | Тед Шеннон                   |
| 1999      | тф  | —                                         | The Expendables                              | Рэм                          |
| 2000      | с   | Нас пятеро                                | Party of Five                                | Люк                          |
| 2000      | ф   | Тринадцать дней                           | Thirteen Days                                | майор Рудольф Андерсон       |
| 2000—2001 | с   | Шоу Дрю Кэри                              | The Drew Carey Show                          | Чип                          |
| 2001      | тф  | 61: История рекорда                       | 61*                                          | Кевин Марис                  |
| 2001      | с   | —                                         | The Trouble with Normal                      | Карсон                       |
| 2002      | ф   | На десять минут старше                    | Ten Minutes Older                            | Билл                         |
| 2002      | с   | Защитник                                  | The Guardian                                 | Марк Хэнсон                  |
| 2002      | кор | —                                         | The Johnny Chronicles                        | Патрик Монро                 |
| 2003      | ф   | —                                         | Save It for Later                            | Дон                          |
| 2003      | ф   | Никто не знает ничего                     | Nobody Knows Anything!                       | Коннер Фултон                |
| 2003      | с   | Прочная сеть                              | Dragnet                                      | Карл Савитски                |
| 2003      | с   | Журнал мод                                | Just Shoot Me!                               | Джейк                        |
| 2003      | тф  | Все выросли                               | All Grown Up                                 | н/д                          |
| 2004      | с   | Полиция Нью-Йорка                         | NYPD Blue                                    | Тим Китинг                   |
| 2006      | с   | Детектив Раш                              | Cold Case                                    | Джон «Хок» Хокинс            |
| 2006      | с   | Офис                                      | The Office                                   | Джош Портер                  |
| 2007      | с   | Помоги мне, помоги себе                   | Help Me Help You                             | Уиллис                       |
| 2007      | с   | Победитель                                | The Winner                                   | Гэри                         |
| 2007      | тф  | Американская семья                        | American Family                              | Ларри Богнер                 |
| 2007—2008 | с   | Скорая помощь                             | ER                                           | доктор Барри Гроссман        |
| 2007—2009 | с   | Новые приключения старой Кристин          | The New Adventures of Old Christine          | Джо Кэмпбелл                 |
| 2008      | ф   | На трезвую голову                         | Swing Vote                                   | Льюис                        |
| 2008      | тф  | 1 %                                       | 1 %                                          | Джон Типтон                  |
| 2009      | с   | Менталист                                 | The Mentalist                                | Рик Брегман                  |
| 2009      | с   | Чистильщик                                | The Cleaner                                  | доктор Джек Словак           |
| 2009      | с   | Морская полиция: Лос-Анджелес             | NCIS: Los Angeles                            | Джон Коул / Итан Стэнхоуп    |
| 2009—2010 | с   | Большая любовь                            | Big Love                                     | Рэй Генри                    |
| 2011      | с   | Уилфред                                   | Wilfred                                      | Ник                          |
| 2011      | с   | Просветлённая                             | Enlightened                                  | Деймон Мэннинг               |
| 2011—2012 | с   | Джесси                                    | Jessie                                       | Морган Росс                  |
| 2012—2018 | с   | Нэшвилл                                   | Nashville                                    | Дикон Клэйборн               |
| 2013      | тф  | —                                         | Nashville: The Whole Story                   | рассказчик                   |
| 2019      | с   | Расскажи мне сказку                       | Tell Me a Story                              | Робби Пруитт                 |
| 2019      | с   | —                                         | Tell Me Your Secrets                         | н/д                          |
| 2020      | с   | —                                         | Outer Banks                                  | Уорд Камерон                 |

## Дискография

### Альбомы
| Название                                  | Детали релиза                                                                                | Позиции в чартах | Позиции в чартах | Позиции в чартах |
| Название                                  | Детали релиза                                                                                | US               | US Country       | US Soundtracks   |
| ----------------------------------------- | -------------------------------------------------------------------------------------------- | ---------------- | ---------------- | ---------------- |
| The Music of Nashville: Season 1 Volume 1 | - Дата: 11 декабря 2012 года - Лейбл: Big Machine Records - Формат: CD, цифровая дистрибуция | 14               | 3                | 1                |

### Синглы
| Год  | Сингл                                          | Пиковые позиции в чартах | Пиковые позиции в чартах |
| Год  | Сингл                                          | US Country               | US                       |
| ---- | ---------------------------------------------- | ------------------------ | ------------------------ |
| 2012 | «Undermine» (с Хейден Панеттьер)A              | 35                       | 116                      |
| 2012 | «No One Will Ever Love You» (с Конни Бриттон)A | 36                       | 117                      |